# 63a Brigada Mixta (Exèrcit Popular de la República)
La 63a Brigada Mixta va ser una unitat de l'Exèrcit Popular de la República creada durant la Guerra Civil Espanyola.

## Historial
La unitat va ser creada el desembre de 1936 a partir dels regiments de milícies «Extremadura» núm. 1 i núm. 2, dins de l'anomenada «Agrupació Tajo-Extremadura». El primer cap de la unitat va ser el tinent coronel d'infanteria José Ruiz Farrona i la prefectura d'Estat Major passà al comandant José Bertomeu Bisquert. Finalitzat el període de formació Bartomeu va assumir el comandament de la 63a Brigada Mixta, mentre que el capità Leandro Sánchez Gallego va ser nomenat nou cap d'Estat Major. La 63a BM seria adjudicada a la 37a Divisió del VII Cos d'Exèrcit.
La brigada estava desplegada al front d'Extremadura, prenent part en diverses operacions militars al llarg de l'any 1937, entre les quals destacaven l'atac sobre Villanueva del Duque el 13 de març —en plena batalla de Pozoblanco, el reforç de la 20a Brigada Mixta en les serres de Morra de Vivaris, Perolito i Suárez (el 7 de juliol), o l'ocupació de la Granja de Torrehermosa (el 17 de juliol). El 5 d'abril el 250è Batalló va assaltar Carrascalejo, localitat que va aconseguir conquistar però que acabaria perdent tres dies més tard després d'un contraatac franquista; com a conseqüència d'aquest fracàs el comandant de la brigada va ser destituït, i fou substituït pel major de milícies Joaquín Pérez Martín-Parapar.
En els primers dies de maig, agregada a la 48a Divisió del XVI Cos d'Exèrcit, la brigada va ser enviada al front de Llevant, al sector de Sogorb. Per a l'11 de juny la 63a Brigada Mixta es trobava embardissada en durs combats, defensant les carreteres de l'Alcora i Vilafamés. La 63a BM seria retirada a rereguarda. Després del començament de la batalla de l'Ebre, amb el front de Llevant estabilitzat, la unitat va ser enviada novament a Extremadura. Entre 12 i el 18 d'agost va prendre part en una operació sobre l'Alto del Buitre, que va conquistar i va tornar a perdre. El 15 de desembre va ser destinada per a cobrir el front de Hinojosa del Duque, on va romandre fins al final de la guerra.

## Comandaments
Comandant
- tinent coronel José Ruiz Farrona;[2]
- comandant José Bertomeu Bisquert;
- major de milícies José Suárez Planería;
- major de milícies Antonio de Blas García;
- major de milícies Joaquín Pérez Martín-Parapar;

Comissaris
- Rodrigo León Ramos, de JSU-PSOE;[3]